# El Abadia (distrito)
El Abadia é um distrito localizado na província de Aïn Defla, no norte da Argélia.[carece de fontes?] Sua capital é El Abadia.

## Municípios
O distrito está dividido em três municípios:
- El Abadia
- Tacheta Zougagha
- Aïn Bouyahia